# Journée du transport public
La Journée du transport public a pour vocation de sensibiliser le grand public aux atouts du transport en commun. Depuis sa création en France en 2007, elle se déroule, chaque année, dans le cadre de la Semaine européenne de la mobilité.
Pour inciter le grand public à utiliser les transports publics (bus, métro, tramway, TER...), les réseaux de transport urbain, interurbains et régionaux participants proposent des offres promotionnelles valables uniquement sur cette journée.
La journée du transport public est organisée par le GIE Objectif transport public, créé par le Groupement des Autorités Responsables de Transport (GART) et l'Union des transports publics et ferroviaires (UTP).

## Statistiques de participation
Le nombre de réseaux participants et la population touchée par l'opération sont indiqués dans le tableau ci-dessous.
| Année | Nombre de réseaux participants | Population touchée par l'opération (en millions de Français) |
| ----- | ------------------------------ | ------------------------------------------------------------ |
| 2012  | 211                            | 52                                                           |
| 2011  | 206                            | 39                                                           |
| 2010  | 191                            | 37                                                           |
| 2009  | 171                            | 32                                                           |
| 2008  | 138                            | 32                                                           |
| 2007  | 110                            | 23                                                           |

## Édition 2014
La 8e édition de la Journée du transport public a eu lieu le 20 septembre 2014. Après les jeunes ciblés en 2012 et les trajets domicile-travail en 2013, la Journée du transport public 2014 place les déplacements loisirs sous les projecteurs.